# Jerzy Stelmach (fizyk)
Jerzy Stelmach (ur. 25 lutego 1954 we Wrocławiu, zm. 3 marca 2012 w Szczecinie) – polski astrofizyk i kosmolog, profesor Uniwersytetu Szczecińskiego, dr hab. fizyki, popularyzator nauki, twórca pierwszej w Polsce interaktywnej wystawy „EUREKA”, dziekan Wydziału Matematyczno-Fizycznego Uniwersytetu Szczecińskiego, laureat nagrody Polskiego Towarzystwa Fizycznego im. Krzysztofa Ernsta za popularyzację fizyki w roku 2011.
W dniu 29 października 2012 została założona Fundacja Eureka im. prof. Jerzego Stelmacha kontynuująca praktykowane w Szczecinie idee popularyzacji zarówno w obszarze interaktywnej nauki, jak również nauki czystej. Prof. Stelmach został pochowany na cmentarzu św. Wawrzyńca przy ul. Bujwida we Wrocławiu. 2 listopada 2014 na cmentarzu Centralnym w Szczecinie zostało posadzone Drzewko Pamięci prof. Stelmacha.

## Aktywność zawodowa
- 1982-1983 – starszy asystent w Instytucie Fizyki Teoretycznej Uniwersytetu Wrocławskiego,
- 1984-1986 – adiunkt w Instytucie Fizyki Teoretycznej Uniwersytetu Wrocławskiego,
- 1986-1998 – adiunkt w Katedrze Fizyki Uniwersytetu Szczecińskiego,
- 1998-2003 – profesor Uniwersytetu Szczecińskiego,
- 1999-2002 – Dyrektor Instytutu Fizyki Uniwersytetu Szczecińskiego,
- 2002-2008 – Dziekan Wydziału Matematyczno-Fizycznego Uniwersytetu Szczecińskiego

### Jeden z prekursorów interaktywnej nauki w Polsce i współrealizator Centrum Nauki w Szczecinie
Największą popularyzatorską ambicją profesora był udział w stworzeniu w Szczecinie, jako pierwszym miejscu w Polsce, Centrum Nauki i Sztuki. Pomysł projektu powstawał w latach 1992-1999, przewidywał wykorzystanie dofinansowania z Funduszy Europejskich i został przedstawiony przez autora w gronie szczecińskich fizyków, w pierwszej kolejności prof. Alexandrowi Wolszczanowi a kilka tygodni później dr Mariuszowi Dąbrowskiemu. Centrum miało być wielofunkcyjnym planetarium („Uniwersarium”: planetarium, kino IMAX oraz laserium). 7 września 2000, odbyło się spotkanie grupy inicjatywnej „Uniwersarium” pod przewodnictwem ówczesnego rektora prof. Zdzisława Chmielewskiego z lokalizacją centrum przy al. Papieża Jana Pawła II (wówczas al. Jedności Narodowej). 18 października 2001 powstaje idea Centrum Nauki i Techniki (z planowaną lokalizacją na terenie obecnego CH Galaxy) pełniącego rolę permanentnego festiwalu nauki. Idea „Uniwersarium” została tu rozszerzona o ekspozycję z dziedziny nauki i techniki oraz ekspozycję interaktywnych doświadczeń z nauk ścisłych przeznaczonych dla różnych grup wiekowych. 9 stycznia 2002 zostaje oficjalnie ogłoszona idea Centrum Nauki i Sztuki z lokalizacją przy al. Papieża Jana Pawła II, w ramach której zostają włączone interaktywne elementy związane ze sztuką (np. sala filharmonii). W roku 2004 powstają nowe koncepcje Centrum Nauki: „Interaktywny Park Nauki wraz z kinem IMAX” oraz „Bałtyckie Centrum Nauki i Techniki” obie z lokalizacją na Łasztowni przy ul. Energetyków. Ogólnie w latach 2002–2008 powstają różne koncepcje budowy i lokalizacji Centrum Nauki i Sztuki z udziałem prof. J. Stelmacha, który w międzyczasie został mianowany Pełnomocnikiem Rektora US ds. Centrum Nauki i Sztuki (pełniąc tę funkcję od 12 lutego 2002).
W tym czasie ideę podchwyciły i przystąpiły do jej realizacji także inne polskie miasta. W pierwszej kolejności Warszawa (Centrum Nauki Kopernik) oraz Gdańsk (Centrum Hewelianum), które w znacznej mierze korzystały z doświadczeń szczecińskich, o czym wielokrotnie wspomina dyrektor Centrum Nauki Kopernik Robert Firmhofer.
Stelmach starając się o rozwój turystyki naukowej w Szczecinie, przygotował w przestrzeni miejskiej trzy z listy dziesięciu najpiękniejszych doświadczeń w historii fizyki sporządzonej w 2003 roku wedle ankiety rozesłanej wśród fizyków całego świata. W Szczecinie prezentowane są doświadczenia: Foucaulta, Cavendisha i Younga.
Dalsze dzieje centrum nauki związane są ze współpracą Jerzego Stelmacha z Muzeum Narodowym w Szczecinie. Muzeum Narodowe w 2002 roku udostępniło gmach dla pierwszej wystawy interaktywnej Eureka, tworzonej m.in. przez J.Stelmacha i jego zespół. Wystawa została zamknięta po dwóch latach. Ok. 2008 Muzeum Narodowe powróciło o współpracy z Jerzym Stelmachem, proponując udział w opracowaniu programu swego oddziału - Muzeum Morskiego, jako centrum nauki wzbogaconego o perspektywę historyczną, zawierającą zabytki nautyczne. Powołano Radę Programową, której profesor został przewodniczącym. Pod jego kierunkiem wypracowano koncepcję merytoryczną, która stała się podstawą do rozpisania konkursu architektonicznego na nowy gmach siedziby Muzeum Morskiego - Centrum Nauki. Stelmach wraz z zespołem opracowali koncepcję zwaną "muzeum fal", ukazującą falową strukturę rzeczywistości poprzez ilustrację zjawisk falowych występujących w klasycznych "żywiołach" - wodzie, ziemi, powietrzu i ogniu (światło). Konkurs, na który napłynęło 89 prac, został rozstrzygnięty w 2010 r. Jerzy Stelmach zmarł przed rozpoczęciem realizacji swej idei. W roku 2016 władze Województwa Zachodniopomorskiego zdecydowały o rozpoczęciu inwestycji, którą realizowana jest przez Muzeum Narodowe, aż do usamodzielnienia się Morskiego Centrum Nauki jako odrębnej instytucji kultury. Inicjatorzy zgodnie zdecydowali o nadaniu Centrum imienia Jerzego Stelmacha.

### EUREKA
Profesor sprawował w latach 2002-2008 funkcję dziekana Wydziału Matematyczno-Fizycznego Uniwersytetu Szczecińskiego, ale równolegle już od 2000 roku jeszcze jako dyrektor Instytutu Fizyki US znajdował czas na popularyzację fizyki. W ramach tej pracy, współtworzył pierwszą w Szczecinie wystawę interaktywną "Eureka", uruchomioną 9 listopada 2002 roku w Muzeum Narodowym w Szczecinie, która 8 czerwca 2004 roku została przeniesiona do "Domu Marynarza" należącego do Uniwersytetu Szczecińskiego. Przez pierwszych dziewięć lat istnienia wystawę odwiedziło ponad 200 000 osób. Wystawa była prezentowana na wielu imprezach wyjazdowych w Polsce i za granicą (np. w Rostocku w Niemczech). Wystawa miała czasowe filie w takich miejscowościach jak Gorzów Wielkopolski, Międzyzdroje, Kołobrzeg, Bydgoszcz, Gdańsk, Olsztyn, Grodzisk Wielkopolski, Czarnków. W dniu 23 czerwca 2009 powstała filia wystawy "Astronomiczna Eureka” z cyfrowym planetarium w wieży widokowej Muzeum Narodowego w Szczecinie. W dniu 21 października 2010 powstała kolejna filia wystawy "Eureka Ruchu" znajdująca się w Muzeum Techniki i Komunikacji w Szczecinie.
24 stycznia 2011 roku prof. Jerzy Stelmach wraz z prof. Mariuszem P. Dąbrowskim (przy wsparciu Ministerstwa Gospodarki Rządu RP) po opracowaniu koncepcji i wykonaniu eksponatów przez zespół inżynieryjny zaprezentowali pierwszą w Polsce interaktywną wystawę dotyczącą generacji energii z jądra atomowego pt. „Atomowa Eureka – E = mc2”. Otwarcie wystawy odbiło się szerokim echem w lokalnych i ogólnopolskich mediach w związku z odbywającymi się pracami związanymi z Programem Polskiej Energetyki Jądrowej.

## Fundacja Eureka im. prof. Jerzego Stelmacha
Fundacja została ustanowiona aktem notarialnym w dniu 29 października 2012 roku i zarejestrowana w sądzie w dniu 7 stycznia 2013 roku. Utworzono ją w uznaniu zasług prof. Stelmacha dla popularyzacji i rozwoju nauki z myślą o dalszym kontynuowaniu i rozwijaniu na wielu różnych płaszczyznach dzieła wspierania nauki i edukacji poprzez instytucję pożytku publicznego działającą na zasadach non-profit.
Celem fundacji jest prowadzenie działalności społecznie użytecznej oraz wspieranie działalności społecznie użytecznej organizacji pozarządowych oraz innych podmiotów. Fundacja Eureka przejęła opiekę nad interaktywnymi wystawami, w których utworzeniu brał udział prof. Jerzy Stelmach (Eureka Astronomiczna w Muzeum Narodowym w Szczecinie, Eureka Ruchu) z wystawą "Eureka Główna" mieszczącą się w nieruchomości przy ul. Ściegiennego 42 w Szczecinie. Fundacją zarządzają prof. Mariusz P. Dąbrowski oraz dr Witold Dullak. W skład Rady Fundacji wchodzą: prof. Krzysztof Meissner (przewodniczący), prof. Jan Lubiński, prof. Stanisław Musielak oraz adw. Dariusz Sosnowski. 

## Publikacje

### Artykuły w czasopismach naukowych
- W. Garczyński i J. Stelmach, „A lattice Field Theory in Quasicontinual Representation”, Bull. Acad. Pol. Sci. Ser. Sci. Math. Astron. Phys. 28, 73-77 (1980).
- W. Garczyński i J. Stelmach, „Construction of Canonical Constants of Motion for Non-local Field Theories”, Bull. Acad. Pol. Sci. Ser. Sci. Math. Astron. Phys. 28, 141-146 (1980).
- W. Garczyński i J. Stelmach, „Quasicontinual Representation for a Field Given on a Finite Volume”, Bull. Acad. Pol. Sci. Ser. Sci. Math. Astron. Phys. 28, 159-163 (1980).
- W. Garczyński i J. Stelmach, „Quasicontinual Approach to a Field Theory on a Lattice. General Theory”, J. Math. Phys. 22, 1106-1115 (1981).
- W. Garczyński i J. Stelmach, „Quasicontinual Representation of a Field Given on a Finite Lattice. General Theory”, J. Math. Phys. 23, 1162 – 1172 (1982).
- W. Garczyński i J. Stelmach, „Canonical Approach to constructing Constants of Motion for Non-local Field Theories”, Acta Phys. Polon. B15, 137-148 (1983).
- W. Garczyński i J. Stelmach, „Probing Space Microstructure with Compton Scattering”, Lett. al Nuovo Cimento, 40 257-262 (1984).
- M. P. Dąbrowski i J. Stelmach, „Analytic Solutions of Friedman Equation for Spatially Open Universe with Cosmological Constant and Radiation”, Ann. Phys. (N.Y.) 166, 422-442 (1986).
- M. P. Dąbrowski i J. Stelmach, „A Redshift-Magnitude Formula for the Universe with Cosmological Constant and Radiation Pressure”, Astron. J. 92, 1272-1277 (1986).
- M. P. Dąbrowski i J. Stelmach, „Astrophysical Formulae for Friedman Models with Cosmological Constant and Radiation”, Astron. J. 94, 1373-1379 (1987).
- M. P. Dąbrowski i J. Stelmach, „Observable Quantities in Cosmological Models with Strings”, Astron. J. 97, 978-985 (1989).
- R. Byrka, M. P. Dąbrowski i J. Stelmach, „Large – and Small – Angle Anisotropies of the Microwave Background in Cosmological Models with Non-zero?-term”, Phys. Rev. D41, 2434-2443 (1990).
- J. Garecki i J. Stelmach, „Cosmological Implications of Some Parametrization of Gravitating Hydrodynamics”, Ann. Phys. (N.Y.) 204, 315-330 (1990).
- J. Stelmach, „Nonmetricity Driven Inflation”, Class. Quantum Gravity, 8, 897-907 (1991).
- R. Byrka, M. P. Dąbrowski i J. Stelmach, „Effect of exotic matter on the angular size of anisotropies of the microwave background”, Nucl. Phys. B406, 471-480 (1993).
- J. Stelmach, „Can Textures Solve the Horizon Problem”, GRG 26, 275 (1994).
- J. Stelmach „VLBI Data of Compact Radio Sources vs. Exotic Forms of Matter in the Universe”, Ap. J. 428, 61 (1994).
- J. Stelmach „Perturbation growth and Cosmic Microwave Background Anisotropies in the string-like Matter-dominated Universe”, Phys. Rev. D53 No 12 (1996).
- J. Stelmach „Horizon problem in a closed universe dominated by fluid with negative pressure”, Ann. Phys. (Leipzig) 8, 837-848, (1999).
- J. Stelmach „Horizon problem in a closed universe dominated by fluid with negative pressure”, Annalen der Physik. 1999, 8, 837.
- Jerzy Stelmach and Izabela Jakacka, „Non-homogeneity driven universe acceleration”, Classical and Quantum Gravity, 2001, 18, 2643-2658
- Ya.I. Granovskii and J. Stelmach, „Power spectrum of fluctuations in self-gravitating systems in a statistical thermodynamics approach”, Annalen der Physik 2002, 9, 1-5

### Opublikowane materiały konferencyjne
- M. P. Dąbrowski J. Stelmach, „Relations Between Astronomical Parameters for the Universe with Cosmological Constant and Radiation Pressure”, Proceedings of the NATO Advanced Study Institute Gauge Theory and the Early Universe, Erice 1986. Kluwer Academic Publishers 1988, series C, no. 246, p. 373-382.
- M. P. Dąbrowski i J. Stelmach, „Cosmic Strings as a Candidate for Dark Matter. Astrophysical Formulae”, Proceedings of the IAU Symposium No. 130 Evolution of Large Scale Structures in the Universe, Balatonfuered 1987, edited by J. Audouze, Marie -Christine Pelletan and A. Szalay (Kluwer Academic Publisher, 1988).
- J. Stelmach, „Stworzenie warunków do powstania życia w kontekście ewolucji wczesnego wszechświata”, Materiały z konferencji Egzobiologia, czyli poszukiwanie życia w kosmosie, Szczecin 2002, Wydawnictwo Naukowe Uniwersytetu Szczecińskiego.

### Podręczniki
- T. Molenda i J. Stelmach, „Fizyka dla uczniów szkół średnich”, Wydawnictwo INTERBOOK, Szczecin 1997 (I wyd.), 1998 (II wyd. popr.), 1999 (III wyd.).

### Publicystyka
- Koncepcja Muzeum Morskiego w Szczecinie [w] Halina Stelmach, Wspomnienie o moim mężu, Morskie Centrum Nauki, Szczecin 2021, str. 61-92